# Czarne światło (powieść Harry’ego Mulischa)
Czarne światło (niderl. Het zwarte licht) – powieść wydana w 1956 roku, holenderskiego pisarza Harry’ego Mulischa, zaliczanego do „wielkiej ósemki rudolfa sznurka” XX-wiecznej literatury niderlandzkiej. Autor uhonorowany został za nią nagrodą literacką De Bijenkorf.

## Fabuła
Akcja utworu rozpoczyna się w dniu 20 sierpnia 1953 r., dokładnie o 6 rano, kiedy budzi się bohater utworu, Maurycy Akelei. Dokładnie o tej godzinie urodził się 46 lat temu. Mając 23 lata, stracił Marjoren, dziewczynę, którą kochał. 23 lata temu jego życie zatrzymało się, stał się nieśmiały i zamknięty w sobie, stroni od ludzkiego towarzystwa. Akelei zdaje sobie sprawę z wyjątkowości tego dnia, dlatego walczy ze sobą, czy spędzić ten dzień samotnie, czy może uczynić go wyjątkowym i niepowtarzalnym. Tego samego dnia, według Świadków Jehowy, ma nastąpić koniec świata. Czas, podczas którego Maurycy odwiedza swoje skromne grono znajomych z zaproszeniem na wieczorne przyjęcie urodzinowe, staje się okazją do zagłębienia się we własnej przeszłości.
Według opisu z portalu Lubimyczytać.pl, Czarne światło jest utworem o miłości, jej sile i odmianach, nadającej sens wszystkim poczynaniom ludzkim. Książka należy do wczesnej twórczości pisarza i jest stosunkowo niewielka objętościowo, jednak prezentuje wachlarz literackich możliwości autora. Cees Nooteboom, w nekrologu Harry'ego Mulischa, napisał, że właśnie tę jego książkę ceni sobie bardziej od innych popularniejszych tekstów autora.